# سیارک ۷۷۳
سیارک ۷۷۳ (به انگلیسی: 773 Irmintraud، نامگذاری:1913TV) هفتصد و هفتاد و سومین سیارک کشف شده‌است که در ۲۲ دسامبر ۱۹۱۳ و در هایدلبرگ کشف شد.
قدر مطلق سیارک برابر ۹٫۱۰ است.